# Potamothrissa
Potamothrissa is een geslacht van straalvinnige vissen uit de familie van de haringen (Clupeidae).

## Soorten
- Potamothrissa acutirostris (Boulenger, 1899)
- Potamothrissa obtusirostris (Boulenger, 1909)
- Potamothrissa whiteheadi Poll, 1974